# Tilen Debelak
Tilen Debelak (31 maggio 1991) è un ex sciatore alpino sloveno.

## Biografia
Attivo in gare FIS dal dicembre del 2006, Debelak ha esordito in Coppa Europa il 27 gennaio 2010 a Les Orres in discesa libera (62º) e in Coppa del Mondo il 1º dicembre 2012 a Beaver Creek in supergigante (51º). Il 13 gennaio 2017 ha ottenuto a Wengen in combinata il suo miglior piazzamento in Coppa del Mondo (26º) e ai successivi Mondiali di Sankt Moritz 2017, sua unica presenza iridata, non ha completato la combinata.
Il 21 gennaio 2019 ha colto a Kitzbühel in discesa libera il suo miglior piazzamento in Coppa Europa (16º); si è ritirato durante la successiva stagione 2019-2020 e la sua ultima gara in carriera è stata il supergigante di Coppa del Mondo disputato a Kitzbühel il 24 gennaio, chiuso da Debelak al 43º posto.

## Palmarès

### Coppa del Mondo
- Miglior piazzamento in classifica generale: 153º nel 2017

### Coppa Europa
- Miglior piazzamento in classifica generale: 102º nel 2019

### Campionati sloveni
- 2 medaglie:
  - 2 bronzi (supergigante nel 2018; supergigante nel 2019)